# Pieniądze porcelanowe
Pieniądze porcelanowe –
- zastępcze monety produkowane w XIX w. w Tajlandii, pokryte barwnymi napisami,
- w latach 1920–1921 wydawane także w różnych miejscowościach niemieckich, pochodzące głównie z Państwowej Manufaktury Porcelanowej w Miśni.